# Lampertice
Lampertice là một làng thuộc huyện Trutnov, vùng Královéhradecký, Cộng hòa Séc.